# Czartowskie Skały (Pogórze Izerskie)
Czartowskie Skały (niem. Pützkirche) – grupa skałek w południowo-zachodniej Polsce, w Sudetach Zachodnich, na Pogórzu Izerskim.

## Położenie i opis
Czartowskie Skały położone są we wschodniej części Pogórza Izerskiego, w północno-wschodniej części Przedgórza Rębiszowskiego, na północ od miejscowości Janice. Skałki znajdują się na południowo-wschodnim zboczu bezimiennego wzniesienia (ok. 481 m n.p.m.), na wysokości ok. 475 m n.p.m. Mają kilka metrów wysokości. Zbudowane są z gnejsów oczkowych (granitognejsów), należących do bloku karkonosko-izerskiego (metamorfiku izerskiego).

## Szlaki turystyczne
W pobliżu, u podnóża wzniesienia przechodzi szlak turystyczny: 
- ze Starej Kamienicy do Rębiszowa.